# Günter Erbel
Günter Erbel (* 12. Juli 1936) ist ein deutscher Rechtswissenschaftler.

## Leben
Nach der Promotion in Köln 1965 und Habilitation an der Universität Bonn 1972 wurde er 1974 außerplanmäßiger Professor für öffentliches Recht in Bonn. Er war Mitglied der Vereinigung der Deutschen Staatsrechtslehrer. Erbel hat u. a. ein Gutachten gegen die Hundesteuer ausgearbeitet, mit dem er eine Klage gegen die kommunale Abgabe bis zum Bundesverfassungsgericht und bis zum Europäischen Gerichtshof durchzuziehen bereit war.

## Privates
Nach seiner Emeritierung hat sich Erbel der Malerei gewidmet.

## Schriften (Auswahl)
- Inhalt und Auswirkungen der verfassungsrechtlichen Kunstfreiheitsgarantie. Springer, Berlin 1966, ISBN 9783642492297.
- Das Sittengesetz als Schranke der Grundrechte. Ein Beitrag zur Auslegung des Art. 2 Abs. I des Grundgesetzes. Duncker & Humblot, Berlin 1971, ISBN 3-428-02461-3.
- Die Unmöglichkeit von Verwaltungsakten. Ein Beitrag zur Lehre vom fehlerhaften Verwaltungsakt mit besonderer Berücksichtigung des Polizei- und Ordnungsrechts, speziell auch des Bau- und Gewerberechts. Athenäum-Verlag, Frankfurt am Main 1972, ISBN 3-7610-6124-2.
- Öffentlich-rechtliche Klausurenlehre mit Fallrepetitorium. Bd. I., Staatsrecht. Heymann, Köln 1981, ISBN 9783452183514.
- Öffentlich-rechtliche Klausurenlehre mit Fallrepetitorium. Bd. II: Verwaltungsrecht. Heymann, Köln  1983, ISBN 9783452195609.